# تیم مذاکره‌کننده هسته‌ای ایران
تیم مذاکره‌کنندهٔ هسته‌ای ایران از زمان تشکیل در سال ۱۳۸۲ تاکنون از طرف جمهوری اسلامی ایران عهده‌دار مسئولیت مذاکرات دیپلماتیک دربارهٔ پروندهٔ هسته‌ای ایران با کشورهای خارجی و نهادهای بین‌المللی بوده است.

## پیش‌زمینه
از سال ۱۳۸۲ فعالیت‌های هسته‌ای ایران مورد توجه ویژهٔ شورای حکام آژانس بین‌المللی انرژی اتمی قرار گرفت. در ابتدا سازمان انرژی اتمی از سوی ایران مأمور مذاکره با آژانس بود. کارشناسان سازمان انرژی اتمی که تا شهریور ۱۳۸۲ مسئول پرونده بودند، معتقد بودند که مسئلهٔ هسته‌ای پرونده ای عادی است که به زودی حل خواهد شد. پس از تصویب قطعنامهٔ شدیداللحن شورای حکام علیه ایران در سپتامبر ۲۰۰۳، سران کشور تصمیم گرفتند تا وزارت امور خارجه را مسئول مذاکره قرار دهند؛ اما نهایتاً با نظر وزارت خارجه، مسئولیت پرونده از مهر ۱۳۸۲ به شورای عالی امنیت ملی سپرده شد؛ چرا که با توجه به وقوع جنگ افغانستان و جنگ عراق ابعاد مسئله گسترده و در چارچوب امنیت ملی ارزیابی شد. بدین ترتیب دبیر شورای عالی امنیت ملی، حسن روحانی مسئول پرونده شد و با معرفی بهترین دیپلمات‌های وزارت خارجه توسط علی‌اکبر ولایتی و کمال خرازی به وی، نخستین تیم مذاکره‌کنندهٔ هسته‌ای شکل گرفت.

## پیشینه مذاکرات

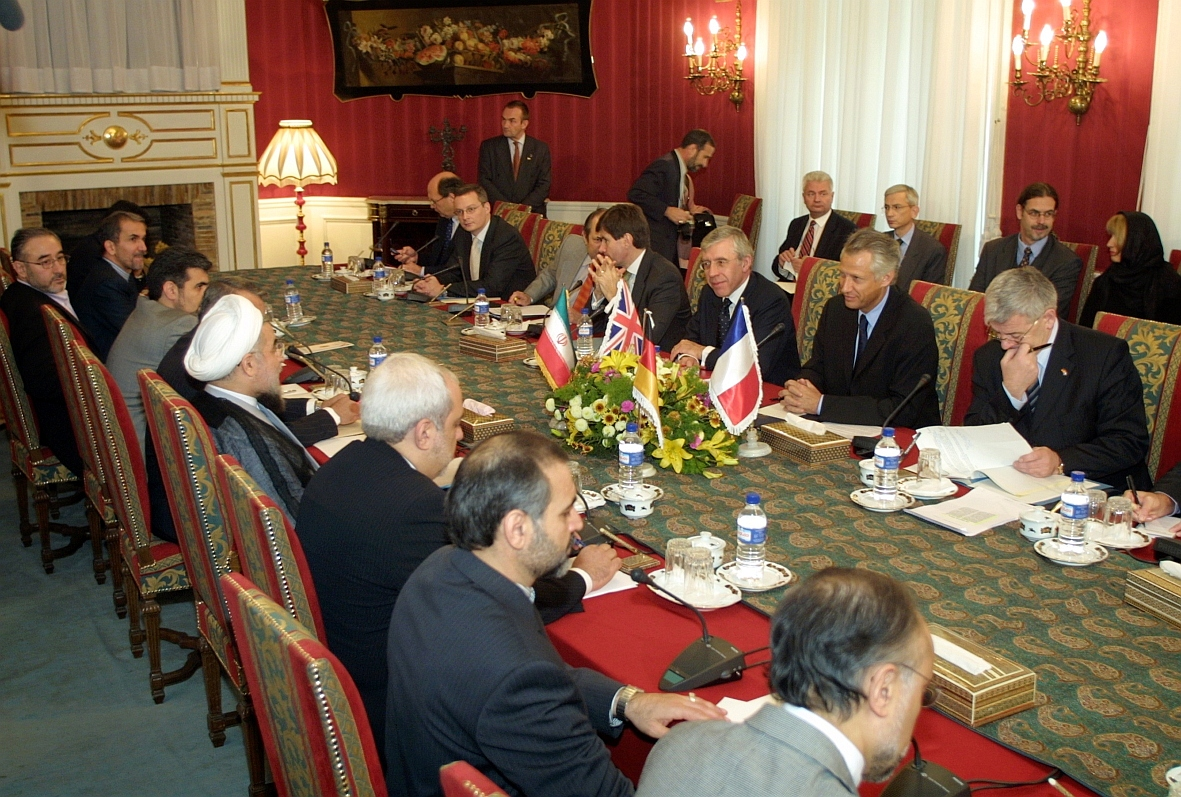
تیم مذاکره هسته‌ای ایران به ریاست حسن روحانی در حال مذاکره با سه کشور اروپایی، کاخ سعدآباد تهران، ۲۹ مهر ۱۳۸۲

روحانی تاکتیک اعتمادسازی، تنش‌زدایی و مذاکره با ۳ کشور اروپایی را برگزید و به نوعی تعامل بازدارنده با آنان پرداخت که حاصل آن مذاکرات، صدور بیانیه سعدآباد و امضای توافق‌نامه بروکسل و پاریس به همراه تعلیق داوطلبانه غنی‌سازی از سوی ایران بود. در اردیبهشت ۱۳۸۴، ایران با شکستن تعلیق دوباره غنی‌سازی را از سر گرفت و پس از انتخابات ریاست جمهوری و پیروزی محمود احمدی‌نژاد، علی لاریجانی از مرداد ۱۳۸۴ جایگزین روحانی شد.
لاریجانی که از منتقدان سیاست‌های روحانی بود، نگاه به شرق و مذاکره حقوقی با آژانس را انتخاب کرد و به مقاومت سازنده پرداخت که در چارچوب اصولگرایی تفسیر می‌شود. در این دوران جدول‌های زمانی برای پاسخ به پرسش‌های آژانس تنظیم شد اما علی‌رغم تمایل لاریجانی به بازی برد-برد و سفرهای مداوم او، با ارجاع پرونده ایران به شورای امنیت سازمان ملل متحد، قطعنامه‌های ۱۶۹۶، ۱۷۳۷ و ۱۷۴۷ علیه برنامه هسته‌ای ایران صادر شد. با بروز ناهماهنگی‌ها و اختلافاتی بین دولت و شورایعالی امنیت ملی، سعید جلیلی از مهر ۱۳۸۶ جانشین لاریجانی شد.

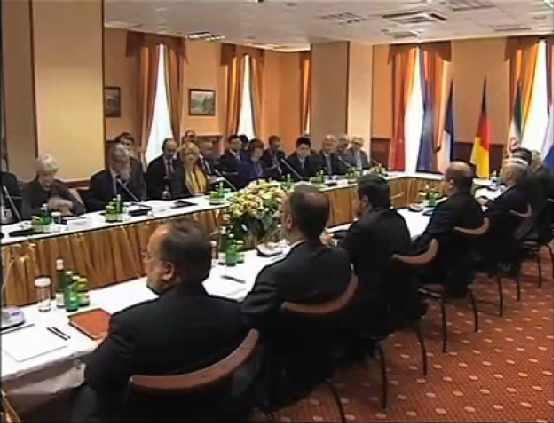
تیم مذاکره هسته‌ای ایران به ریاست سعید جلیلی در حال مذاکره با گروه ۱+۵، هتل گلدن‌رینگ مسکو، ۲۹ خرداد ۱۳۹۱

جلیلی سیاستی تهاجمی را در پیش گرفت و به تقابل بازدارنده با گروه ۱+۵ دست زد. در این دوران توافق ایران و آژانس و بیانیه تهران اتفاق افتاد و ۳ قطعنامه ۱۸۰۳، ۱۹۲۹ و ۱۹۸۴ شورای امنیت سازمان ملل متحد علیه ایران به تصویب رسید. همچنین تحریم‌های یک‌جانبه آمریکا و اتحادیه اروپا آغاز شد. پس از پیروزی روحانی در انتخابات ریاست جمهوری ۱۳۹۲، او پرونده را از اختیار شورایعالی امنیت ملی خارج نمود و آن را به وزارت امور خارجه به مسئولیت محمدجواد ظریف سپرد.
سیاست هسته‌ای ظریف تا حدودی به دوران روحانی شباهت دارد و بازی برد-برد را مدنظر دارد.

## ساختار تیم مذاکره‌کننده
تیم مذاکره از دو گروه تشکیل شده است. اعضای گروه نخست، مدیران باسابقه وزارت امور خارجه هستند که مسئولیت مذاکره را بر عهده دارند.
این گروه هستهٔ اصلی تیم است.
گروه دوم متشکل از تعدادی از کارشناسان وزارت خارجه، سازمان انرژی اتمی و دیگر نهادها مانند وزارت اطلاعات است که اعضای آن در مقام ارائه مشورت فنی به گروه اول فعالیت می‌کنند.

به گفته محمدجواد ظریف، اعضای گروه دوم نیز گاهی در جلسات مذاکره حضور دارند، اما عموماً در بحث‌ها ساکت هستند و تنها نظراتشان را قبل و بعد از جلسه به اعضای تیم اول منتقل می‌کنند.

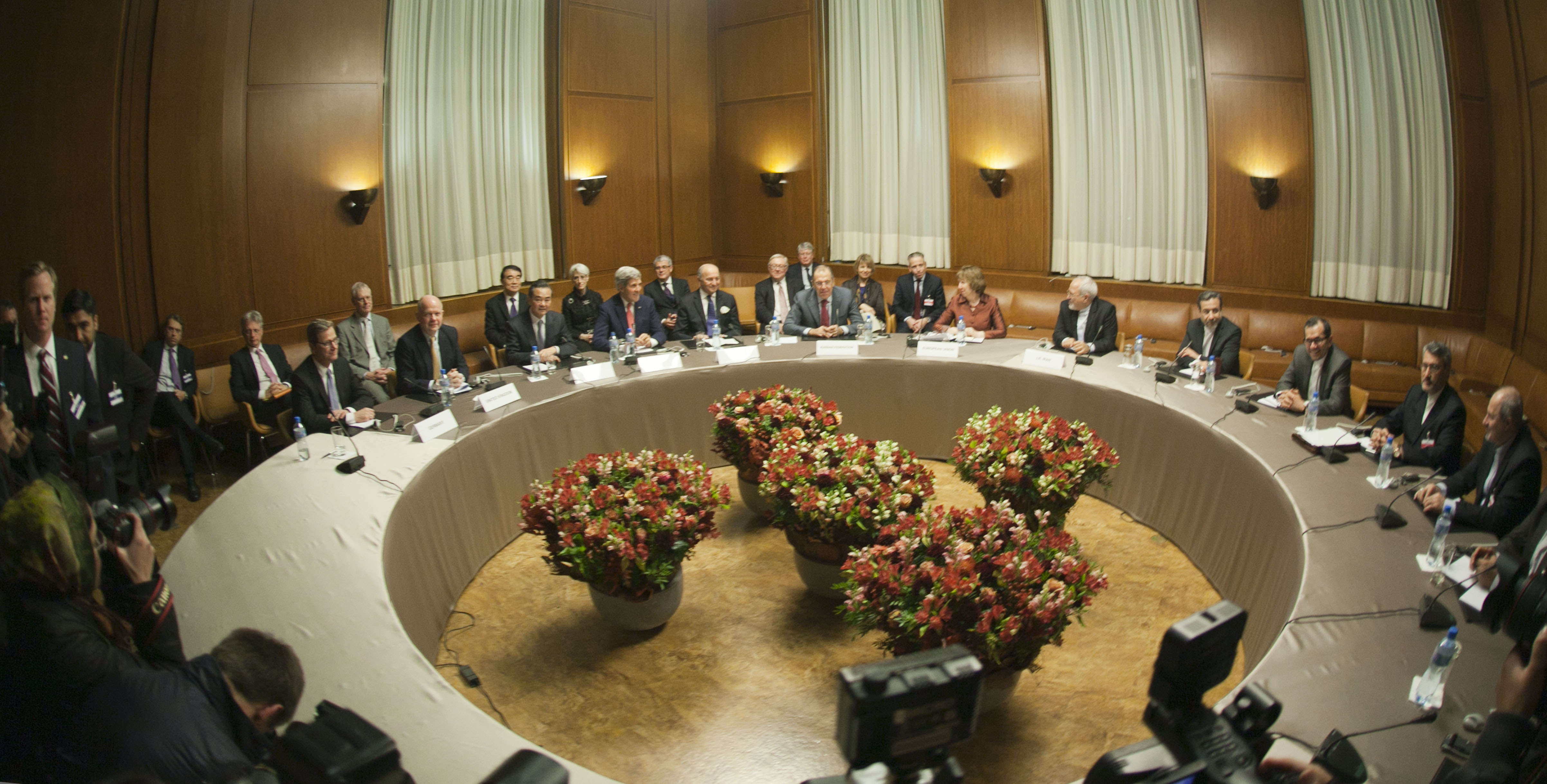
تیم مذاکره هسته‌ای ایران به ریاست محمدجواد ظریف در حال مذاکره با گروه ۱+۵، هتل اینترکنتیننتال ژنو، ۳ آذر ۱۳۹۲

## طرف‌های مذاکره

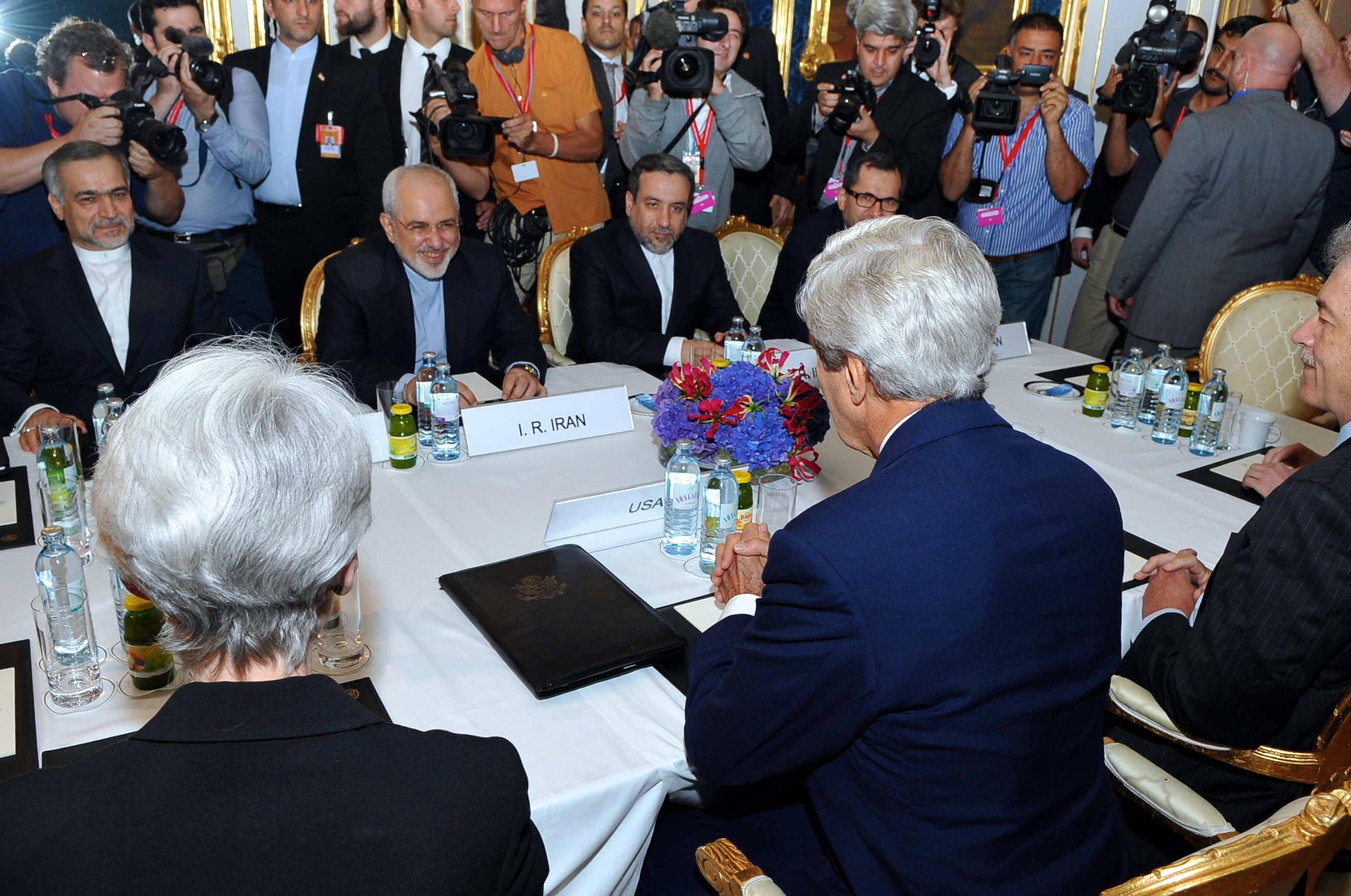
تیم مذاکره ایران با حضور وزیر امورخارجه ایران جواد ظریف، معاون او عباس عراقچی، برادر و مشاور حسن روحانی حسین فریدون، و نماینده ایران در سازمان ملل تخت روانچی در گفتگو با جان کری و وِندی شِرمن در جریان مذاکرات هسته‌ای

طرف‌های مذاکره‌کننده تیم هسته‌ای ایران و سطوح مدیریتی آن‌ها در گذر زمان دستخوش تغییر بوده است.
در آغاز کار و در طی سال‌های ۱۳۸۴–۱۳۸۲ طرف مقابل مذاکره‌کنندگان ایران، وزیران خارجه ۳ کشور اروپایی بریتانیا، فرانسه و آلمان (E3) بودند. در مقاطعی مسئول سیاست خارجی اتحادیه اروپا نیز در مذاکرات حاضر بود و مذاکرات مستقیمی نیز با صدر اعظم آلمان و رئیس‌جمهور فرانسه انجام شد.
در اوایل دوران مسئولیت علی لاریجانی، مسئول سیاست خارجی اتحادیه اروپا به علاوه وزیران خارجه ۳ کشور اروپایی (E3/EU) همچنان تنها طرف مذاکره بودند، اما در ادامه وزیر خارجه چین و دبیر شورای عالی امنیت ملی روسیه نیز به مذاکرات اضافه شدند.
با اضافه‌شدن آمریکا به مذاکرات مستقیم، گروه ۱+۵ (3+E3/EU) تشکیل شد و در دوران سعید جلیلی در طی سال‌های ۱۳۹۲–۱۳۸۶، مسئول سیاست خارجی اتحادیه اروپا به همراه معاونان و مدیرکل‌های وزارت‌های امور خارجه ۶ کشور طرف مذاکره بوده‌اند.
در دوره محمدجواد ظریف همانند گذشته ۱+۵ و مسئول سیاست خارجی اتحادیه اروپا طرف مذاکره بوده‌اند و ۶ کشور در برخی جلسات در سطح وزیر و در برخی جلسات در سطح معاون وزیر حاضر بوده‌اند.

## جایگاه، وظایف و اختیارات مذاکره‌کنندگان

نموداری از ساختار تصمیم‌گیری در موضوع هسته‌ای ایران به روایت موقوفه کارنگی برای صلح بین‌المللی که جایگاه تیم مذاکره‌کننده در آن دیده می‌شود.

حسن روحانی در کتاب امنیت ملی و دیپلماسی هسته‌ای این تصور که مذاکره‌کنندگان از اختیار کامل برخوردار هستند را رد می‌کند. به نوشته او، روال کار تیم مذاکره‌کننده بدین صورت است که در خصوص هر مسئله، موضوع ابتدا در کمیته عالی هسته‌ای به بحث گذاشته می‌شود و پس از بردن نتایج آن به جلسه سران نظام و سپس تصمیم‌گیری نهایی توسط سران نظام، تیم مذاکره‌کننده در چارچوب آن تصمیم عمل می‌کنند.
به گفته محمدجواد ظریف، هر چیزی که مذاکره‌کنندگان به صورت کتبی یا شفاهی در مذاکرات مطرح می‌کنند، در چارچوب محورهای ازپیش‌تعیین‌شده در بالاترین سطوح تصمیم‌گیری است. در برخی موارد نیز پیش‌آمده که مذاکره‌کنندگان در تدوین موارد مطرح‌شده در مذاکرات نقشی نداشته‌اند و تنها آن‌ها را اجرا کرده‌اند.
به گفته مهدی محمدی، از اعضای تیم مذاکره در دوره سعید جلیلی، در هیچ‌یک از دوره‌های مختلف، تیم مذاکره‌کننده سیاست‌گذار نبوده است. از دید او، مذاکره‌کنندگان مجریانی هستند که سیاست‌ها را تبدیل به دیپلماسی می‌کنند. اصولاً استراتژی‌های کلی سیاست خارجی جمهوری اسلامی در بالاترین سطح تصمیم‌گیری تعیین می‌شوند. بر این اساس تصمیم‌های مهم، اغلب به صورت اجماعی در جایی مانند شورای عالی امنیت ملی و در شرایطی که تصمیم‌ها بسیار مهم هستند با حضور رهبر تعیین می‌شوند.
علی‌اکبر ولایتی در دائرةالمعارف بزرگ اسلامی می‌نویسد: «رهبر انقلاب همچنین در طول مدت مذاکره تلاش داشتند تا ضمن تأکید بر حقوق هسته‌ای ایران، خطوط قرمز جمهوری اسلامی را نیز ترسیم کنند. خطوط قرمز وضع‌شده نه‌تنها به چراغ راهنمای تیم مذاکره‌کنندهٔ هسته‌ای تبدیل شد، بلکه به مثابه حصاری بود که طرف‌های غربی را نیز از نزدیک‌شدن به این موضوعات بازداشت. این رویکرد رهبری باعث شد تا تیم مذاکره‌کنندهٔ ایران با اطمینان خاطر نقش فعال‌تر و پرتحرک‌تری در مذاکرات داشته باشند».
سیاست‌گذار نبودن مذاکره‌کنندگان، بدین معنا نیست که آن‌ها هیچ نقش و تأثیری در فرایند اجرای سیاست‌ها و راهبردها ندارند.
از دید حسن روحانی، «این که چه کسی رئیس‌جمهور یا مسئول مذاکرات و پرونده باشد، بسیار اثرگذار است».
سید جلال دهقانی فیروزآبادی، استاد دانشگاه علامه طباطبایی معتقد است در دوره‌های مختلف، مذاکره‌کنندگان دستِ کم در چگونگی پیگیری و عملی‌کردن سیاست‌ها رفتارهای متفاوتی داشته‌اند. از آنجا که مذاکرات بیش از ۱۰ سال طول کشیده است و در طی این مدت توان هسته‌ای ایران دستخوش تغییرات زیادی شده است، لازم بوده است که تاکتیک‌های متفاوتی اتخاذ شود و تیم‌های مذاکره در چارچوب گفتمانی سیاست خارجی دولت‌های خود، روش‌ها و رویه‌های گوناگونی را در پیش گرفته‌اند.

## فهرست مذاکره‌کنندگان از آغاز تا کنون
| ردیف | نهاد مسئول           | مسئول مذاکرات       | مسئول مذاکرات     | دوره تصدی      | دوره تصدی                  | مذاکره‌کننده ارشد                                                        | اعضای تیم مذاکره‌کننده |
| ردیف | نهاد مسئول           | نام                 | تصویر             | آغاز تصدی      | پایان تصدی                 | مذاکره‌کننده ارشد                                                        | اعضای تیم مذاکره‌کننده |
| ---- | -------------------- | ------------------- | ----------------- | -------------- | -------------------------- | ----------------------------------------------------------------------- | --- |
| ۱    | شورای عالی امنیت ملی | حسن روحانی          |                   | ۱۴ مهر ۱۳۸۲‏    | ۲۴ مرداد ۱۳۸۴‏              | سید حسین موسویان (معاون و سخنگو)                                        | محمدجواد ظریف سیروس ناصری امیرحسین زمانی‌نیا محمدرضا البرزی علی‌اکبر صالحی محمد سعیدی مجید تخت‌روانچی علی ماجدی                                                   |
| ۲    | شورای عالی امنیت ملی | علی لاریجانی        |                   | ۲۵ مرداد ۱۳۸۴‏  | ۲۸ مهر ۱۳۸۶‏                | جواد وعیدی (رئیس تیم مذاکره‌کننده)                                       | سید علی حسینی تاش محمدمهدی آخوندزاده محمد جعفری عباس عراقچی کاظم غریب‌آبادی محمد سعیدی                                                                          |
| ۳    | شورای عالی امنیت ملی | سعید جلیلی          | Saeed_Jalili_9992 | ۲۹ مهر ۱۳۸۶‏    | ۱۴ شهریور ۱۳۹۲‏             | علی باقری (معاون)                                                       | |
| ۴    | وزارت امور خارجه     | محمدجواد ظریف       |                   | ۱۵ شهریور ۱۳۹۲‏ | ۲۰ مرداد ۱۴۰۰              | سید عباس عراقچی (معاون) و حسین فریدون (مشاور حسن روحانی در امور هسته‌ای) | مجید تخت‌روانچی حسین فریدون حمید بعیدی‌نژاد داوود محمدنیا محمد امیری پژمان رحیمیان علی اصغر زارعان امیرحسین زمانی‌نیا جمشید ممتاز امیرحسین رنجبریان علی‌اکبر صالحی |
| ۵    | وزارت امور خارجه     | حسین امیرعبداللهیان |                   | ۳ شهریور ۱۴۰۰  | ۳۰ اردیبهشت ۱۴۰۳ (درگذشته) | علی باقری کنی (معاون سیاسی وزارت امورخارجه)                             | |
| ۶    | وزارت امور خارجه     | سید عباس عراقچی     |                   | ۳۱ مرداد ۱۴۰۳  | در حال تصدی                | مجید تخت روانچی(معاون سیاسی وزارت امورخارجه)                            | |

## یادکرد منابع
1. ↑  ظریف، آقای سفیر: گفتگو با محمدجواد ظریف سفیر پیشین ایران در سازمان ملل متحد، ۲۴۲.
2. ↑  ظریف، آقای سفیر: گفتگو با محمدجواد ظریف سفیر پیشین ایران در سازمان ملل متحد، ۲۴۲.
3. ↑  روحانی، امنیت ملی و دیپلماسی هسته‌ای، ۱۱۲.
4. ↑  روحانی، امنیت ملی و دیپلماسی هسته‌ای، ۱۱۴.
5. ↑  روحانی، امنیت ملی و دیپلماسی هسته‌ای، ۱۰۹.
6. ↑  طباطبایی، آسمان.
7. 1 2 3 4 5 6 7 8 9 10  بی‌بی‌سی فارسی.
8. ↑  دهقانی فیروزآبادی، مهرنامه.
9. ↑  طباطبایی، آسمان.
10. ↑  طباطبایی، آسمان.
11. ↑  دهقانی فیروزآبادی، مهرنامه.
12. ↑  طباطبایی، آسمان.
13. ↑  طباطبایی، آسمان.
14. ↑  طباطبایی، آسمان.
15. ↑  دهقانی فیروزآبادی، مهرنامه.
16. ↑  غلام‌نیا، وبسایت رسمی ریاست جمهوری.
17. ↑  دهقانی فیروزآبادی، مهرنامه.
18. ↑  روحانی، تصمیم‌گیری در سیاست خارجی جمهوری اسلامی ایران: ساختارها و چالش‌ها، ۳۷.
19. ↑  روحانی، تصمیم‌گیری در سیاست خارجی جمهوری اسلامی ایران: ساختارها و چالش‌ها، ۳۷.
20. ↑  ظریف، آقای سفیر: گفتگو با محمدجواد ظریف سفیر پیشین ایران در سازمان ملل متحد، ۲۵۶.
21. ↑  روحانی، تصمیم‌گیری در سیاست خارجی جمهوری اسلامی ایران: ساختارها و چالش‌ها، ۳۷.
22. ↑  روحانی، تصمیم‌گیری در سیاست خارجی جمهوری اسلامی ایران: ساختارها و چالش‌ها، ۳۷.
23. ↑  ظریف، آقای سفیر: گفتگو با محمدجواد ظریف سفیر پیشین ایران در سازمان ملل متحد، ۲۵۶.
24. ↑  روحانی، تصمیم‌گیری در سیاست خارجی جمهوری اسلامی ایران: ساختارها و چالش‌ها، ۳۷.
25. ↑  ظریف، آقای سفیر: گفتگو با محمدجواد ظریف سفیر پیشین ایران در سازمان ملل متحد، ۲۵۶.
26. ↑  استیری، خبرآنلاین.
27. ↑  استیری، خبرآنلاین.
28. ↑  استیری، خبرآنلاین.
29. 1 2 3 4  روزنامه شرق.
30. ↑  Chubin, 37-38.
31. ↑  روحانی، امنیت ملی و دیپلماسی هسته‌ای، ۳۴۲–۳۴۱.
32. ↑  ظریف، آقای سفیر: گفتگو با محمدجواد ظریف سفیر پیشین ایران در سازمان ملل متحد، ۲۵۶.
33. ↑  محمدی، مهرنامه.
34. ↑  محمدی، مهرنامه.
35. ↑  دهقانی فیروزآبادی، مهرنامه.
36. ↑  ولایتی، دائرةالمعارف بزرگ اسلامی.
37. ↑  دهقانی فیروزآبادی، مهرنامه.
38. ↑  روحانی، تصمیم‌گیری در سیاست خارجی جمهوری اسلامی ایران: ساختارها و چالش‌ها، ۴۴.
39. ↑  دهقانی فیروزآبادی، مهرنامه.
40. ↑  دهقانی فیروزآبادی، مهرنامه.
41. ↑  روحانی، امنیت ملی و دیپلماسی هسته‌ای، ۱۴۰.
42. ↑  روحانی، امنیت ملی و دیپلماسی هسته‌ای، ۶۰۱.
43. ↑  طباطبایی، آسمان.
44. ↑  طباطبایی، آسمان.
45. ↑  طباطبایی، آسمان.
46. ↑  طباطبایی، آسمان.
47. ↑  طباطبایی، آسمان.
48. ↑  طباطبایی، آسمان.
49. ↑  طباطبایی، آسمان.
50. ↑  روحانی، امنیت ملی و دیپلماسی هسته‌ای، ۳۴۶.
51. ↑  روحانی، امنیت ملی و دیپلماسی هسته‌ای، ۳۴۶.
52. ↑  روحانی، امنیت ملی و دیپلماسی هسته‌ای، ۶۰۱.
53. ↑  طباطبایی، آسمان.
54. ↑  طباطبایی، آسمان.
55. ↑  همشهری آنلاین.
56. ↑  طباطبایی، آسمان.
57. ↑  طباطبایی، آسمان.
58. ↑  طباطبایی، آسمان.
59. ↑  طباطبایی، آسمان.
60. ↑  غلام‌نیا، وبسایت رسمی ریاست جمهوری.
61. ↑  طباطبایی، آسمان.
62. ↑  غلام‌نیا، وبسایت رسمی ریاست جمهوری.
63. ↑  10 (۲۰۱۵-۰۶-۲۹). «حسین فریدون و صالحی با ظریف به وین می‌روند». ایرنا. دریافت‌شده در ۲۰۲۱-۰۹-۱۱.
64. ↑  دیپلماسی ایرانی.
65. ↑  حسین فریدون و صالحی با ظریف به وین می‌روند
66. ↑  تابناک.
67. ↑  الف.
68. ↑  الف.
69. ↑  اسماعیلی، روزنامه شرق.
70. ↑  اسماعیلی، روزنامه شرق.
71. ↑  خبرگزاری دانشجویان ایران.
72. ↑  1061 (۲۰۲۱-۰۹-۰۲). «امیرعبداللهیان: جمهوری اسلامی ایران از اصل مذاکره استقبال می‌کند». ایرنا. دریافت‌شده در ۲۰۲۱-۱۱-۰۳.
73. ↑  «امیر عبداللهیان: بزودی مذاکرات هسته‌ای با 4+1 از سرگرفته می‌شود». ایسنا. ۲۰۲۱-۱۰-۲۳. دریافت‌شده در ۲۰۲۱-۱۱-۰۳.
74. ↑  «تاکید عراقچی بر مدیریت تنش‌ها با واشنگتن به شرط احیای برجام». RFI. ۱ شهریور ۱۴۰۳.
75. ↑  «عراقچی: به شرط کنار گذاشتن رویکرد خصمانه و تلاش برای احیای برجام و رفع تحریم‌ها، به دنبال مدیریت تنش‌ها با واشنگتن و بازسازی روابط با کشور‌های اروپایی خواهیم بود/ همیشه فضایی برای مشارکت در ابتکارات وجود دارد». انتخاب. ۱ شهریور ۱۴۰۳.